# Okres Obersimmental-Saanen
Okres Obersimmental-Saanen (německy Verwaltungskreis Obersimmental-Saanen) je jedním z okresů kantonu Bern ve Švýcarsku. Jeho sídlem je Saanen. Nachází se v jihozápadní části kantonu, z velké části v Bernských Alpách.

## Seznam obcí
| Znak              | Název obce        | Počet obyvatel (31. 12. 2022) | Rozloha (km²) | Hustota zalidnění (obyv./km²) |
| ----------------- | ----------------- | ----------------------------- | ------------- | ----------------------------- |
| Boltigen          | Boltigen          | 1275                          | 77,07         | 17                            |
| Gsteig bei Gstaad | Gsteig bei Gstaad | 1003                          | 62,40         | 16                            |
| Lauenen           | Lauenen           | 851                           | 58,49         | 15                            |
| Lenk              | Lenk              | 2276                          | 122,96        | 19                            |
| Saanen            | Saanen            | 6929                          | 120,06        | 58                            |
| St. Stephan       | St. Stephan       | 1319                          | 60,89         | 22                            |
| Zweisimmen        | Zweisimmen        | 3083                          | 73,00         | 42                            |
| Celkem (7)        | Celkem (7)        | 16 736                        | 574,87        | 29                            |